# Macrophasma biroi
Macrophasma biroi är en insektsart som först beskrevs av Ludwig Redtenbacher 1908.  Macrophasma biroi ingår i släktet Macrophasma och familjen Phasmatidae. Inga underarter finns listade i Catalogue of Life.